# Индийско-никарагуанские отношения
Индийско-никарагуанские отношения — двусторонние дипломатические отношения между Индией и Никарагуа . Отношения ограничивались диалогом в рамках системы центральноамериканской интеграции и поездками никарагуанских должностных лиц в Индию. В Никарагуа работает почетный генеральный консул Индии, который одновременно аккредитован при индийском консульстве в Панаме. Правительство Никарагуа хотело построить посольство в Индии, но в итоге было учреждено только почетное генеральное консульство в Нью-Дели. Никарагуа поддерживает индийских кандидатов при избрании в органы ООН и международные организации. Сюда входят Международная морская организация, Всемирный почтовый союз, комитеты ЭКОСОС ООН, МКН ЮНЕСКО, МОУП-Интерпол и Совет Безопасности ООН.

## История
Спикер индийского парламента Шиврадж Пати и министр труда и благосостояния Рам Вилас Пасван приехали в Никарагуа для участия в межпарламентском союзном мероприятии в 1989 году. В 1990 году они присутствовали на инаугурации президента Чаморро.
Различные никарагуанские чиновники высшего уровня также часто участвуют в мероприятиях, организованных Индией или по ее инициативе. Министр иностранных дел Никарагуа Самуэль Сантос Лопес посетил Индию дважды: в 2008 и 2013 году. Встреча Лопеса с министром иностранных дел Индии Салманом Хуршидом в 2013, расширила торговлю двух стран и позволила индийским бизнесменам инвестировать в проект Никарагуанского канала. В октябре 2019 года представители двух стран встретились в Индии для дальнейшего укрепления двустороннего сотрудничества.

## Торговля
Индия экспортирует в Никарагуа хлопок, автомобили и запчасти к ним, железо и сталь, резину и резиновые изделия, а также фармацевтические препараты, тогда как экспорт Никарагуа состоит из кожи, дерева и деревянных изделий, необработанных шкур и других материалов. В рамках помощи в борьбе с последствиями засухи в Никарагуа Индия пожертвовала хирургическое оборудование и лекарства на сумму 338 000 рупий в 1998, а затем и в 2001 году в общую сумму 10 000 долларов США. Генеральный директор Национальной компании по передаче электроэнергии (Enatrel) Сальвадор Мэнселл в составе делегации правительства Никарагуа запросил у Индии кредит в размере 57 миллионов долларов США на реализацию трех энергетических проектов в стране, двух электрических подстанций и линии электропередачи мощностью 138 киловатт.